# Diana, Princess of Wales

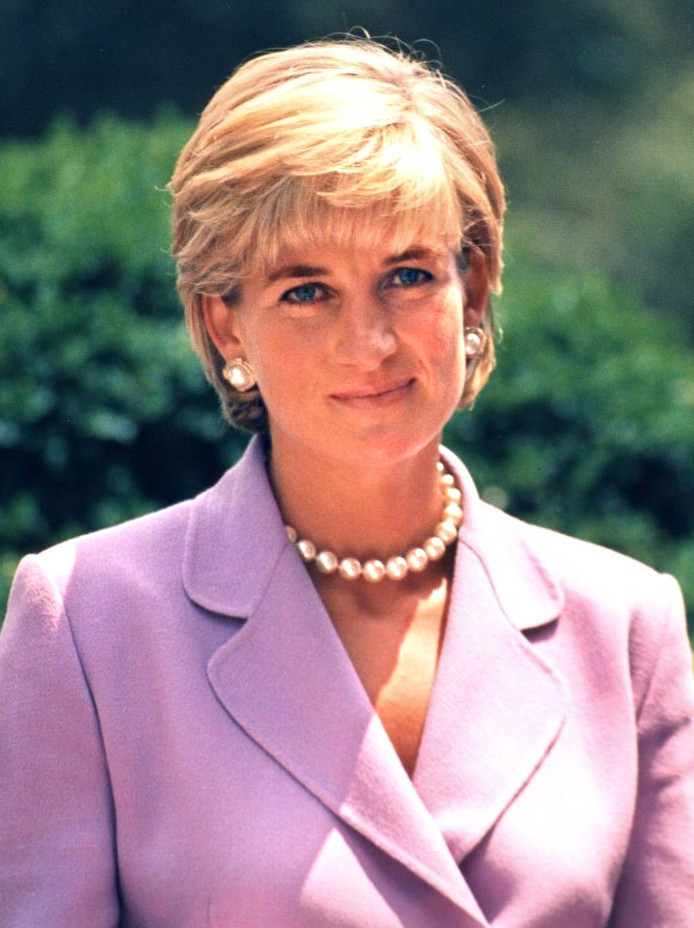
Diana, Princess of Wales (1997)

Diana, Princess of Wales (Fürstin von Wales, * 1. Juli 1961 als Diana Frances Spencer in Sandringham; † 31. August 1997 in Paris) war die erste Ehefrau des britischen Thronfolgers und späteren Königs Charles III. Von 1981 bis 1996 war sie Kronprinzessin des Vereinigten Königreichs. Aus ihrer Ehe mit dem damaligen Prinzen Charles stammen die Söhne William und Harry. Im deutschen Volksmund wird Diana bis heute nicht nur als Prinzessin Diana, sondern oft auch als Lady Diana oder Lady Di bezeichnet, obwohl sie seit ihrer Hochzeit den Titel „Lady“ nicht mehr geführt hatte.
Schon zu Lebzeiten wurde sie zur Medienikone und weltweit so populär, dass sie zeitweise als die berühmteste und am häufigsten fotografierte Frau der Welt galt. Während sie sich zu einem Medienstar entwickelte, litt ihre Ehe mit Charles unter einer schweren Krise. Die Ehe des Kronprinzenpaares scheiterte; im Jahr 1992 trennte sich das Paar. Die Skandale der 1990er Jahre, die aus Dianas und Charles’ Konflikt resultierten, fügten der britischen Monarchie erheblichen Schaden zu.
Mit der Scheidung 1996 verlor Diana ihren Rang als Königliche Hoheit, blieb jedoch ein Mitglied der Königsfamilie. Während der 1980er Jahre hat sie zahlreiche Wohltätigkeitsprojekte wie zum Beispiel die britische AIDS-Hilfe unterstützt. Sie engagierte sich für die Abschaffung von Landminen und widmete sich benachteiligten Menschen.
In der Nacht zum 31. August 1997 prallte der von Henri Paul gesteuerte Wagen, in dem Diana mit ihrem damaligen Lebensgefährten Dodi Al-Fayed und dessen Leibwächter saßen, mit überhöhter Geschwindigkeit gegen einen Pfeiler im Autotunnel unter der Place de l’Alma in Paris. Diana starb an den Folgen innerer Verletzungen. Die Nachricht ihres Todes löste weltweit eine Welle des Mitgefühls aus. Das Ereignis hatte verheerende Folgen für das Ansehen des englischen Königshauses, da dessen Mitglieder wegen ihrer als herzlos wahrgenommenen Contenance massiver Kritik ausgesetzt waren. Am 6. September 1997 wurde in Anbetracht der überwältigenden Trauer in der Bevölkerung entgegen den Regeln des Protokolls für Diana eine öffentliche Beisetzungszeremonie durchgeführt.

## Biografie

### Herkunft, Kindheit und Jugend (1961–1979)
Diana Frances Spencer wurde am 1. Juli 1961 im Park House auf dem königlichen Gut Sandringham in der englischen Grafschaft Norfolk geboren. Sie war die dritte und jüngste Tochter von Edward John Spencer, Viscount Althorp, seit 1977 der 8. Earl Spencer (1924–1992), und dessen erster Ehefrau Frances Roche (1936–2004), Tochter des Maurice Roche, 4. Baron Fermoy. Die Hochzeit von Dianas Eltern hatte zu den gesellschaftlichen Großereignissen des Jahres 1954 gehört.
Die Spencers können ihren Stammbaum bis ins Jahr 1469 zurückverfolgen; damals waren sie eine Familie wohlhabender Schafzüchter in Warwickshire. 1603 hatte Jakob I. Robert Spencer eine Baronie verliehen, zu der Jahre später noch der Titel eines Earl of Sunderland hinzukam. 1700 führten die Spencers ihren Stammbaum mit dem der Familie Churchill zusammen, als Anna Churchill, die Tochter von John Churchill, 1. Duke of Marlborough, Charles Spencer, 3. Earl of Sunderland, ehelichte. Ein Nachfahr dieses Ehepaares war neben Diana Spencer der britische Premierminister Winston Churchill.
Die Spencers stammen außerdem von verschiedenen illegitimen Abkömmlingen der englisch-schottischen Stuart-Könige Karl II. und Jakob II. ab. Zu den Söhnen von Karl II., die zu Dianas Vorfahren gehören, zählen Henry FitzRoy, 1. Duke of Grafton, Charles Lennox, 1. Duke of Richmond und James Scott, 1. Duke of Monmouth. Von Jakob II. stammt Diana durch dessen illegitime Tochter Henrietta FitzJames ab, deren Mutter Jakobs Geliebte Arabella Churchill war. Außerdem war Diana mit acht verschiedenen US-Präsidenten verwandt, darunter George Washington und Franklin D. Roosevelt. John Spencer diente als Kammerherr bei Georg VI. und Elisabeth II., während Dianas Großmütter Lady Cynthia Spencer und Lady Ruth Fermoy Hofdamen der Königin und späteren Königinmutter Elizabeth waren.
John und Frances Spencer hatten zum Zeitpunkt von Dianas Geburt bereits zwei ältere Töchter namens Sarah Elizabeth Lavinia (geboren 1955) und Jane Cynthia (geboren 1957), warteten allerdings auf einen Erben. Im Januar 1960 hatte Frances Spencer einen Sohn namens John zur Welt gebracht, der zehn Stunden nach der Geburt gestorben war.
Dianas Geburt wurde in der Familie mit nur geringer Begeisterung gefeiert, und ihre Eltern fanden für ihre jüngste Tochter erst nach einer Woche einen Namen. Frances Spencers Niederkunft wurde in der Times mit den Worten „Viscountess Althorp brachte am Samstag eine Tochter zur Welt“ bekanntgegeben. Diana, die am 30. August 1961 getauft wurde, hatte fünf Paten, darunter John Floyd, der Vorsitzende von Christie’s, und Lady Mary Colman, eine Nichte von Elizabeth Bowes-Lyon.
Ihre ersten Lebensjahre verbrachte Diana in ihrem Geburtshaus Park House, wo sie später von einer Gouvernante unterrichtet wurde. Diese zum königlichen Landsitz Sandringham gehörende Villa hatte ihr Großvater Lord Maurice Fermoy bereits seit den 1930er Jahren von König Georg V., mit dem er befreundet war, gemietet. Dianas verwitwete Großmutter Lady Ruth Fermoy war 1956 zur Hofdame der verwitweten Königinmutter Elizabeth ernannt worden und übte ihr Hofamt als Woman of the Bedchamber bis zu ihrem Tod 1993 aus.
1964 wurde der ersehnte Erbe Charles, der spätere 9. Earl Spencer, geboren. Das Paar trennte sich, und John Spencer setzte vor Gericht durch, dass Norfolk als ständiger Wohnsitz seiner beiden jüngsten Kinder Diana und Charles anerkannt wurde. Schließlich reiste Frances Spencer ohne ihre Kinder ab; diesen wurde gesagt, sie würde bald zurückkehren.
Im Dezember 1968 reichte Frances Spencer die Scheidung ein. Im April 1969 erhielt John Spencer ein vorläufiges Scheidungsurteil zugeteilt, und einen Monat später heiratete Frances Spencer den mittlerweile geschiedenen Peter Shand Kydd. John Spencer bekam das Sorgerecht für seine Kinder zugesprochen, nachdem Ruth Fermoy über Frances Spencers Untreue ausgesagt hatte. Durch Fermoys Zeugenaussage verschlechterte sich das Mutter-Tochter-Verhältnis erheblich.

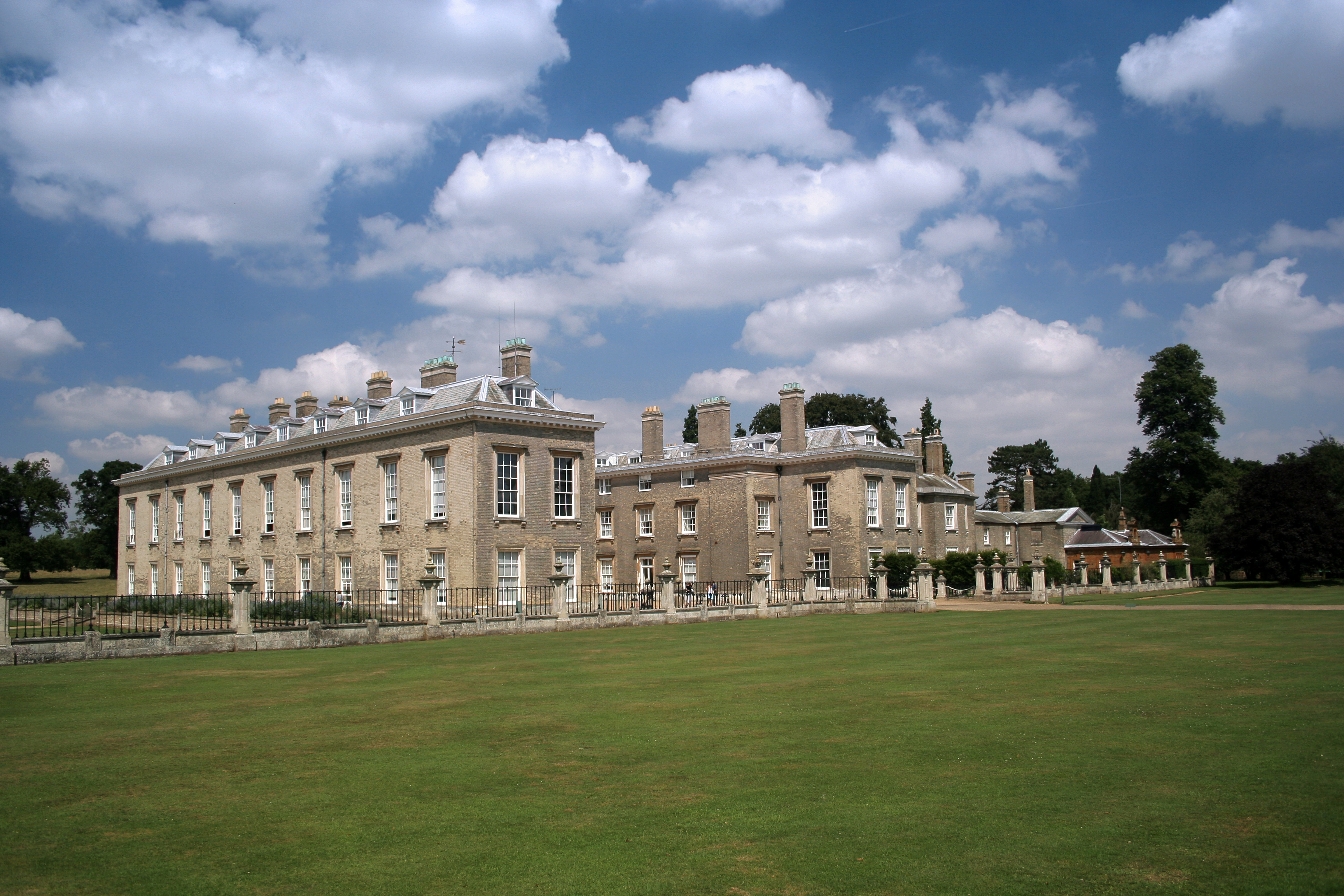
Althorp House

Als Dianas Großvater väterlicherseits, Albert Spencer, 7. Earl Spencer, am 9. Juni 1975 starb, erbte ihr Vater John Spencer die Earlswürde, und die Familie zog nach Althorp in Northamptonshire, wo sich der Familiensitz Althorp House befindet. Mit dem Tod ihres Großvaters erhielten Diana und ihre Schwestern den Höflichkeitstitel „Lady“.
John Spencer lernte in dieser Zeit Raine Legge, die Frau des 9. Earl of Dartmouth, kennen. Er heiratete sie im Juli 1976, ohne Diana oder ihre Geschwister vorher darüber in Kenntnis zu setzen; sie lasen in den Zeitungen von der Hochzeit. John Spencers Verhalten verletzte Diana nachhaltig, und sie lehnte sich von Anfang an gegen ihre Stiefmutter auf.
Diana kam mit neun Jahren in das Internat Riddlesworth Hall, sie galt als durchschnittliche Schülerin, während ihre Geschwister exzellente schulische Leistungen erbrachten. Tina Brown zufolge verhielt sich Diana im Hinblick auf ihr intellektuelles Potenzial eher defensiv und machte sich häufig darüber lustig. Dagegen konnte sie sich durch sportliche Leistungen hervortun – sie errang Pokale in Schwimm- und Tauchwettbewerben – und war unter ihren Mitschülerinnen sehr beliebt. Ab 1973 besuchte Diana das Internat West Heath in Sevenoaks, Kent. Obwohl die akademischen Ziele und Ambitionen des Internats bescheiden waren, fiel Dianas Mangel an intellektueller Neugierde selbst dort auf. Allerdings wurde man auf ihre ausgeprägte emotionale Intelligenz aufmerksam.
Sie gewann weiterhin Schwimmwettbewerbe und begeisterte sich fürs Ballett, musste dieses später jedoch wegen ihrer Körpergröße aufgeben. Stattdessen wandte sich Diana dem Stepptanz zu und gewann in dieser Disziplin zwei Pokale. Im Dezember 1977 verließ Diana West Heath, nachdem sie selbst im zweiten Anlauf in keiner ihrer Abschlussprüfungen, ihren O-levels, eine ausreichende Note erzielt hatte. 1978 besuchte Diana das Institut Alpin Videmanette, ein Mädchenpensionat im schweizerischen Rougemont, das sie nach drei Monaten wieder verließ.
Ab 1978 ging Diana verschiedenen beruflichen Tätigkeiten nach. Sie betätigte sich als Babysitterin und Kindergartenhilfe. Anfang 1979 fand sie eine Stelle als Tanzlehrerin, im Sommer zog sie mit einigen Freundinnen in ein Londoner Apartment. Von Herbst 1979 bis zu ihrer Hochzeit mit Prinz Charles arbeitete Diana als Erzieherin im Young-England-Kindergarten im Londoner Stadtteil Pimlico.

### Verhältnis zu Prinz Charles (1977–1980)
Im Frühsommer 1971 hatten sich Prinz Charles und Camilla Shand kennengelernt, und Charles hatte ihr im Dezember 1972 seine Liebe erklärt, allerdings ohne ihr einen Heiratsantrag zu machen. Im Juli 1973 heiratete sie dann Major Andrew Parker Bowles.
Diana hatte Prinz Charles im November 1977 bei einer Jagdgesellschaft auf dem Familiensitz der Spencers kennengelernt. Sie wurde vom königlichen Hof als geeignete zukünftige Königin betrachtet, nachdem sie im April 1978 anlässlich der Hochzeit ihrer Schwester Jane Spencer mit Robert Fellowes, dem stellvertretenden Privatsekretär von Königin Elisabeth II., positiv aufgefallen war. Bei der Feier von Prinz Charles’ 30. Geburtstag im November 1978 machte Diana durch ihr angenehmes Auftreten erneut von sich reden. Als eine der führenden Adelsfamilien Englands brachten die Spencers die besten Voraussetzungen für eine Verschwägerung mit der Königsfamilie mit. Außerdem musste die Braut des Prince of Wales eine protestantische Erziehung erhalten haben und Jungfrau sein; beides traf auf Diana zu.
Sowohl die britische Königsfamilie als auch Mitglieder von Dianas Familie sorgten dafür, dass Diana immer öfter in Charles Blickfeld auftauchte. Tina Brown stellte in ihrem Buch fest, dass, je mehr Prinz Charles sich in Camilla verliebte, umso dringlicher der Hof eine Frau präsentieren musste, die sie ersetzen konnte. Die Beziehung zwischen Diana und Charles begann im Juli 1980, als der Thronfolger Diana zu einem Polospiel in Sussex einlud. Im August lud er sie nach Cowes, im September nach Balmoral Castle ein. Am 8. September 1980 war das britische Boulevardblatt The Sun die erste Zeitung, die den Rufnamen „Lady Di“ verwendete. 
Im selben Monat erschien im Evening Standard ein Foto von Diana, das einen starken Eindruck hinterließ. Diana wurde genau in dem Augenblick mit zwei Kindern auf dem Arm auf dem Gelände des Young-England-Kindergartens fotografiert, als die Sonne hinter einer Wolke hervorkam. Dadurch wirkte Dianas Baumwollrock durchscheinend, und ihre Beine waren sichtbar. Diana war die Veröffentlichung dieses Bildes äußerst peinlich, während die britische Öffentlichkeit von der Aufnahme verzaubert war und Interesse an Diana entwickelte. Die Fotografie hatte keinerlei negative Auswirkungen auf Dianas Beziehung zu Prinz Charles. Wie üblich bemühte sich die Presse, in Dianas Vergangenheit kompromittierende Ereignisse zu entdecken, doch es gelang ihr nicht.
Am 6. Februar 1981 machte Charles Diana auf Windsor Castle einen Heiratsantrag. Ihre Mutter war die Einzige in Dianas Umfeld, die ernste Bedenken äußerte, da sie Parallelen zwischen der Beziehung ihrer Tochter und ihrer Ehe mit John Spencer gesehen habe. Außerdem sei sie gegen die Verlobung gewesen, weil sie glaubte, ihre Mutter Ruth Fermoy habe die Angelegenheit beeinflusst. Am 24. Februar 1981 gab der Buckingham Palace die offizielle Verlobung des Paares bekannt.
Als Charles und Diana an diesem Tag von der BBC interviewt wurden, antwortete Prinz Charles auf die Frage, ob er verliebt sei: „Was auch immer verliebt sein bedeutet. Die Interpretation überlasse ich Ihnen.“ Diese Einschränkung sollte ihn fortan verfolgen, doch seine Bemerkung wurde in keiner der Zeitungen, die über die Sendung berichteten, abgedruckt. Diana wählte sich ihren Verlobungsring im Wert von 28.000 Pfund Sterling, verziert mit vierzehn Diamanten und einem Saphir in der Mitte. Aufgrund der öffentlichen Aufmerksamkeit, die ihr nun zuteilwurde, beschäftigte sich Diana zwanghaft mit ihrem Aussehen. Es begann eine bulimische Episode, und sie nahm zwischen März und Juli 1981 sechs Kilogramm ab. Die Krankheit wurde später chronisch.

### Hochzeit mit Prinz Charles (1981)
Die Hochzeit fand am 29. Juli 1981 in der Londoner St Paul’s Cathedral und nicht in der normalerweise für königliche Hochzeiten vorgesehenen Westminster Abbey statt, da letztere weniger Platz für Gäste bietet. Die Trauungszeremonie folgte den Riten der Church of England bis auf das Geloben von „Gehorsam“. 3500 Menschen waren in der Kathedrale anwesend. Die Fernsehübertragung des Ereignisses erreichte mit weltweit mehr als 750 Millionen Zuschauern Rekordeinschaltquoten. Wenn man die Zuhörer einbezieht, die die Hochzeit per Radio mitverfolgten, kommt man auf ein Publikum von über einer Milliarde Menschen. Als Diana von Clarence House zur St Paul’s Cathedral fuhr, säumten zwei Millionen Schaulustige die Straßen, mit 4000 Polizisten im Einsatz. Während der Zeremonie sagte Diana die Vornamen ihres Bräutigams in einer falschen Reihenfolge auf, so dass Charles scherzte: „Sie hat soeben meinen Vater geheiratet!“ Dianas Brautkleid, dessen Wert 9000 Pfund Sterling betrug, war von dem britischen Modedesigner David Emanuel entworfen worden. Der Tag der Trauung wurde in Großbritannien zu einem nationalen Feiertag erklärt. In einem Interview 1992 behauptete Diana, es sei der schrecklichste Tag ihres Lebens gewesen.
Durch die Eheschließung führte Diana den Titel ihres Mannes als Höflichkeitstitel Ihre Königliche Hoheit Prinzessin Diana, Fürstin von Wales, Herzogin von Cornwall und Rothesay etc. Die Übersetzung des englischen Wortes Princess mit „Prinzessin“ ist in diesem Falle nicht korrekt. Hier ist die Fürstin gemeint, da der britische Thronfolger als Prince of Wales = „Fürst von Wales“ tituliert wird. Wie Diana selbst anmerkte, war sie nie „Prinzessin Diana“, denn britische Prinzessin kann nur sein, wer als solche geboren wurde oder diesen Titel vom jeweiligen Monarchen besonders verliehen bekommt.
Diana war seit der Hochzeit von Anne Hyde mit James Stuart, Duke of York, im Jahr 1659 die erste Engländerin, die einem britischen Thronfolger das Jawort gab. Elizabeth Bowes-Lyon, die spätere Gemahlin von König Georg VI., war keine Engländerin, sondern Schottin (allerdings wurde sie in London als Tochter einer englischen Mutter geboren). Außerdem war Albert, der spätere König Georg VI., zum Zeitpunkt der Eheschließung noch nicht Thronfolger.

### Entwicklung zum Medienstar und erste Konflikte (1982–1984)
Diana wurde in den folgenden Jahren ohne Unterlass von Reportern verfolgt. Am 21. Juni 1982 wurde ihr Sohn William geboren. Der Wirbel, den die Medien um die bevorstehende Geburt gemacht hatten, hatte Diana das Gefühl gegeben, ganz England liege mit ihr in den Wehen. Sie erkrankte anschließend an einer postpartalen Depression. Je mehr Aufmerksamkeit Diana von der Weltöffentlichkeit bekam, desto mehr schwand Charles’ Interesse an ihr. Auch Frances Shand Kydd betrachtete das Aufheben, das die Medien um ihre Tochter machten, mit gemischten Gefühlen, und ihre Ehe litt unter der Last des Starrummels um Diana. Am 14. September 1982 starb Fürstin Gracia Patricia von Monaco an den Folgen eines Autounfalls, und Diana, die der Beerdigung als einziges Mitglied der britischen Königsfamilie beiwohnte, erntete Bewunderung für ihre würdevolle Haltung, die sie trotz mehrerer Pannen beibehielt. Innerhalb der königlichen Familie wurde ihr Auftritt, der von der Presse gelobt wurde, jedoch nicht gewürdigt. Während einer sechswöchigen Australien- und Neuseelandreise im März 1983 manifestierte sich Dianas Bild als globale und vielseitig umjubelte Berühmtheit endgültig, was Prinz Charles sehr missfiel. Die Medien berichteten fast ausschließlich über seine Frau. Hinzu kam, dass die Reise einem ernsthaften politischen Zweck diente: Man wollte die zunehmend republikanisch gesinnten Australier vom Wert der britischen Monarchie wieder überzeugen. Dianas Präsenz führte allerdings einen radikalen Stimmungsumschwung herbei. Sie wurde zum Lieblingsobjekt der Presse, weil ihr, wie Tina Brown erklärt, „jegliche Überheblichkeit fremd war“. Frances Shand Kydd sagte dazu: „Sie war nicht allzu selbstbewusst, aber ihr war klar, dass sie eine besondere Gabe hatte, auf Menschen zuzugehen, und sie nutzte diese Gabe reichlich.“ Der Trubel linderte Dianas Depression und gab der Ehe neuen Auftrieb, doch ihre glänzend absolvierten Auftritte in Australien wurden vom Hof wieder nicht anerkannt.
Am 15. September 1984 wurde Prinz Harry geboren. Zu dieser Zeit befand sich Dianas Ehe mit Prinz Charles bereits in einer schweren Krise, von der jedoch nach außen zunächst nichts bekannt wurde. Zwei von Dianas Biografen, Anthony Holden und James Whitaker, führen das Scheitern der Ehe darauf zurück, dass Camilla Parker Bowles in Charles’ Leben wieder einen wichtigen Platz einnahm. Wie Holden und Whitaker ist Brown der Meinung, dass Charles sich 1983 wieder vollends Camilla Parker Bowles zuwandte, was Diana nicht verborgen blieb.

### Mitte der 1980er Jahre

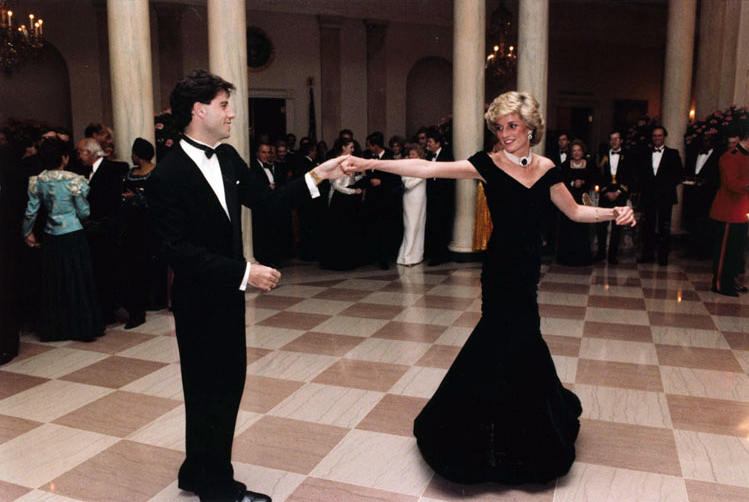
Diana mit John Travolta in der Entrance Hall des Weißen Hauses in Washington, D.C., 9. November 1985

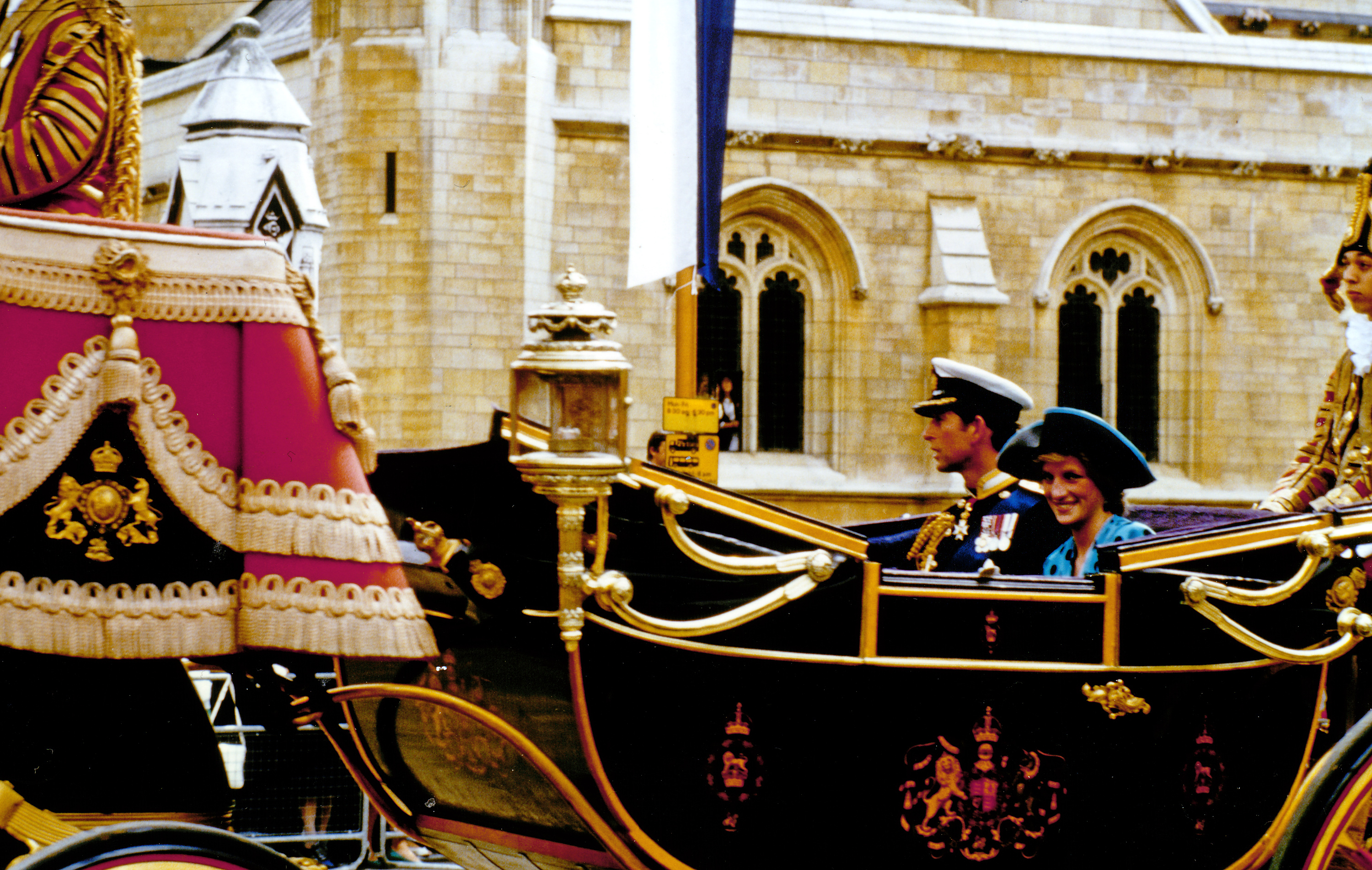
Charles und Diana bei der Hochzeit von Prinz Andrew und Sarah Ferguson (1986)

Im November 1985 statteten Diana und Charles dem US-Präsidentenpaar Ronald und Nancy Reagan anlässlich eines Staatsbanketts einen Besuch ab. Am 9. November tanzte Diana mit dem US-Filmschauspieler John Travolta in der Entrance Hall des Weißen Hauses zu den Klängen von Saturday Night Fever. Obwohl der Tanz nur etwa zehn Minuten dauerte, handelte es sich dabei um einen entscheidenden Moment in Dianas Verwandlung zur weltweiten Berühmtheit. Gleichzeitig erhielt Travoltas Karriere nach einem Tiefpunkt wieder einen entscheidenden Auftrieb. Während des darauf folgenden Dinners speiste Diana neben dem russischen Ballettchoreographen Mikhail Baryshnikov.
Bis heute hält sich das Gerücht, dass Diana von 1985 bis 1986 mit ihrem Leibwächter Barry Mannakee ein Verhältnis hatte. Mannakee – ab 1985 für ihren Schutz zuständig – begleitete sie in jener Zeit auf Reisen nach Italien, Australien und Amerika, und Diana genoss seinen beruhigenden Einfluss bei öffentlichen Auftritten. Tina Brown ist überzeugt, dass dieses Verhältnis Dianas erste außereheliche Beziehung gewesen sei; Dianas enger Freund James Colthurst sowie ein hoher Beamter von Scotland Yard hätten ihr das bestätigt. James Hewitt gibt in seinem Buch Love and War an, Diana habe ihm gesagt, sie und Mannakee seien ein Paar gewesen. Die Leibwächter Ken Wharfe und Colin Tebbutt widersprechen diesem Gerücht. Sie glauben, dieses sei von eifersüchtigen Angestellten erfunden worden. Nachdem Diana und Mannakee am 22. Juli 1986 von Prinz Charles’ Leibwächtern in einer verfänglichen Situation ertappt worden waren, wurde Mannakee aus königlichem Diensten abgezogen. Er starb am 22. Mai 1987 bei einem Motorradunfall. Diana war stets überzeugt, dass er ermordet worden sei.
Am 23. Juli 1986 heiratete Prinz Andrew die bürgerliche Sarah Ferguson. Diana war von Fergusons Aufnahme in die königliche Familie begeistert, da sie in der frisch vermählten Duchess of York und entfernten Cousine eine Verbündete sah. Später jedoch konkurrierten die beiden als Rivalinnen um die Gunst der Presse. Während Ferguson ihre Schwägerin wegen ihres mondänen Auftretens beneidete, war Diana auf Fergusons gute Beziehungen zur Königsfamilie eifersüchtig. Diana hegte die vergebliche Hoffnung, die Anerkennung von Königin Elisabeth II. zu erhalten, doch die beiden Frauen wiesen nur wenige Gemeinsamkeiten auf. Ein weiteres Problem stellte außerdem Dianas Eifersucht auf Camilla Parker Bowles dar. Kein Mitglied der Königsfamilie konnte Charles’ Beziehung zu ihr gutheißen, doch Elisabeth II. gehörte Tina Brown zufolge einer Generation an, in der man eheliche Untreue entschlossen ignorierte. Dies gelang Diana jedoch nicht, und ihre Bulimie verstärkte sich. Im Sommer 1986 gestand sie ihrer Schwester Jane Fellowes, dass sie sich nach einem Streit mit Charles Schnittwunden an Brust und Schenkeln beigebracht hätte.

### Späte 1980er Jahre
In den späten 1980er Jahren bereits zerbrach Dianas Ehe mit Prinz Charles. Diana litt weiterhin unter Bulimie und Depressionen. Über ihren Gesundheitszustand hatte es in der Öffentlichkeit jahrelang Spekulationen gegeben.
Auf einem Konzert im Londoner Wembley-Stadion lernte Diana den Popsänger Michael Jackson kennen. Ihr zu Ehren wurde der in der Setlist vorhandene Song Dirty Diana gestrichen. Allerdings, so Jackson, soll es sich bei Dirty Diana um den Lieblingssong von Diana handeln und so blieb der Song in der Setlist.

### Frühe 1990er Jahre
Dianas 30. Geburtstag im Juli 1991 löste zahlreiche Spekulationen über ihre Ehe aus. Diana hatte verbreiten lassen, dass sie ihren Geburtstag allein verbringen werde. Am Morgen jenes Tages erfuhr sie, dass sie in zwei Meinungsumfragen zum beliebtesten Mitglied der Königsfamilie gekürt worden war. Es blieb Prinz Charles nicht verborgen, dass sich seine Frau im Umgang mit den Medien wesentlich geschickter erwies als er selbst. Ihre kurzfristigen Triumphe genügten Diana jedoch nicht. Sie war überzeugt, dass die Öffentlichkeit sie für das Scheitern ihrer Ehe verantwortlich machen würde, wenn sie weiterhin Stillschweigen über deren Zustand bewahrte. Im Sommer 1991 beschloss Diana, ihre Sicht der Ehe mit Prinz Charles in einem Buch darzustellen; es sollte allerdings den Eindruck vermitteln, als handele es sich dabei um die Einschätzung Dritter. Sie war sich bewusst, dass sie mit der Veröffentlichung eines solchen Buches ein Tabu des Königshauses brechen würde. Diana tat sich zu diesem Zweck mit dem Journalisten Andrew Morton zusammen; die beiden waren einander 1986 zum ersten Mal begegnet. Diana hatte bald erfahren, dass Morton ein guter Bekannter ihres Vertrauten James Colthurst und außerdem ihr Fürsprecher bei der Presse war. Die Interviews mit Diana, die für das Buch nötig waren, führte allerdings nicht Morton, sondern Colthurst. Als Mortons Verleger Michael O’Mara Beweise für Dianas Behauptung verlangte, ihr Mann habe eine Affäre mit Camilla Parker Bowles, stahl Diana einige Liebesbriefe von Camilla aus Charles’ Aktentasche und überreichte sie den Verlegern.
Ende März 1992 starb Lord John Spencer, Dianas Vater, an einem Herzinfarkt. Diana verhielt sich Charles gegenüber mittlerweile so feindselig, dass er sich nicht traute, ihr die Nachricht persönlich zu überbringen, sondern einen Leibwächter damit beauftragte. Zwei Tage nach Spencers Tod wurde dessen Witwe von ihrem Stiefsohn Charles Spencer aus Althorp verwiesen.
Am 7. Juni 1992 erschien in der Sunday Times der erste Auszug aus Andrew Mortons Buch Diana – Ihre wahre Geschichte, und es war für alle Beteiligten offensichtlich, dass Diana selbst die Urheberin jener Zeilen war; die Aussagen über ihre Suizidversuche, ihre Verlassenheitsgefühle und ihre Bulimie stammten von einigen ihrer engsten Freunde, deren Namen veröffentlicht worden waren. Mortons Buch erschien zu einer Zeit, als es Diana gelungen war, international ihren Ruf als Repräsentantin des Vereinigten Königreichs zu festigen. In ihrem Umfeld hatte man dafür gesorgt, dass die Bewunderung für ihr karitatives Engagement den Applaus, den man ihrer Garderobe zollte, überwog. Tatsächlich war es Diana auf verschiedenen Auslandsreisen nach Ungarn, auf den Balkan und nach Indien gelungen, durch humanitäre Gesten von sich reden zu machen. Kurz nach der Veröffentlichung von Mortons Buch bereute sie, dass es erschienen war. Sie vergegenwärtigte sich das Schicksal ihrer Schwägerin Sarah Ferguson, die sich im März 1992 offiziell von ihrem Ehemann getrennt hatte. Diana beobachtete Fergusons gesellschaftlichen Abstieg mit wachsender Beunruhigung; sie ahnte, dass Mortons Buch für sie ähnliche Konsequenzen haben könnte.
Dianas Enthüllungen in Mortons Buch gaben den Gegnern der Monarchie enormen Auftrieb. Während der Skandal um das Enthüllungsbuch in den Boulevardblättern heftig diskutiert wurde, beschimpfte die seriöse Presse die Personen, die mit Diana zu diesem Zweck zusammengearbeitet hatten. Einige Kolumnisten behaupteten, alles sei frei erfunden, andere betrachteten die Veröffentlichung von Mortons Buch als einen massiven Eingriff in die königliche Privatsphäre. Am 8. Juni 1992 trafen sich Diana und Charles zu einem privaten Gespräch im Kensington-Palast und Charles stimmte einer Trennung zu. Königin Elisabeth II. war jedoch nicht bereit, diesen Entschluss zu akzeptieren. Seitens des Volkes erhielt Diana viel Sympathie und Anteilnahme. Ihr Bekenntnis zu ihrer Bulimie wurde als ein tapferer Schritt gewertet. Untersuchungen zufolge hat sich seitdem die Anzahl der gemeldeten Bulimie-Fälle stark erhöht.
Die Journalisten der Boulevardpresse betrachteten Diana – Ihre wahre Geschichte als einen Freibrief, den Mitgliedern der Königsfamilie schamloser denn je nachzustellen. Diese Veränderung in der Presse machte sich ab Sommer 1992 bemerkbar. Am 20. August 1992 veröffentlichte der Daily Mirror Bilder von Sarah Ferguson, die in der Nähe von Saint-Tropez dabei fotografiert worden war, wie sie barbusig von einem US-Finanzberater liebkost wurde. Tina Brown wurde zugetragen, dass Ferguson mittlerweile glaube, Diana habe ihren damaligen Aufenthaltsort in Frankreich der Presse preisgegeben. Ferguson sah in Diana trotz der zunehmenden Entfremdung noch immer eine Verbündete. Brown hält Fergusons Vermutungen für plausibel. Am 11. und 13. November 1992 veröffentlichte der Daily Mirror einen zweiteiligen Artikel mit der Überschrift „Camilla privat“, in dem aus Tonbandaufzeichnungen zitiert wurde. Nachdem am 20. November ein Großbrand auf Schloss Windsor neun Staatsgemächer und hundert weitere Räume vernichtet und der Staatssekretär für Denkmalpflege verkündet hatte, dass die Kosten für die Instandsetzung des Schlosses von der Staatskasse getragen würden, stellte der Daily Telegraph am 19. Dezember die Frage, ob die britische Monarchie noch eine Zukunft habe.
Königin Elisabeth II. bezeichnete in ihrer Rede anlässlich ihres 40. Kronjubiläums am 24. November das Jahr 1992 als ein annus horribilis. Am 9. Dezember 1992 verkündete Premierminister John Major im Unterhaus die offizielle Trennung von Diana und Charles mit den Worten, die Eheleute hätten nicht die Absicht, sich scheiden zu lassen, und würden weiterhin in vollem Umfang an der Erziehung ihrer Söhne mitwirken. Er fügte außerdem hinzu, dass die Trennung des Prinzenpaares keine verfassungsmäßigen Auswirkungen habe, eine Aussage, die von manchen Mitgliedern im Unterhaus mit Ungläubigkeit betrachtet wurde. Die Vorstellung, dass Diana, die ihre Abneigung gegenüber Charles nun nicht mehr verbarg, eines Tages zur Königin gekrönt werden könnte, war für sie unerträglich. Im Januar 1993 beschloss Diana, fortan auf Polizeischutz zu verzichten, sofern sie nicht mit ihren Söhnen auf Reisen war.
Ab der Trennung war Diana hauptsächlich damit beschäftigt, ihre Berühmtheit möglichst erfolgreich zu vermarkten und sich weltweit zu engagieren. Der Wunsch, karitativ tätig zu sein, war in Diana erwacht, als sie im Februar 1992 das Hospiz von Mutter Teresa in Kalkutta besucht hatte. Sie empfand diesen Besuch als „eine tiefe spirituelle Erfahrung“. Ihre internationale Beliebtheit wurde noch dadurch gefestigt, dass sie in Mortons Buch der Öffentlichkeit ihr Privatleben preisgegeben und somit viele Menschen emotional an sich gebunden hatte. Im April 1993 hielt sie in der Stadthalle von Kensington anlässlich der ersten Fachtagung zum Thema Essstörungen in England eine Rede, in die sie ihre persönlichen Erfahrungen mit der Bulimie miteinbezog. Außerdem gelang es Diana, dem Thema postpartale Depression in Expertenkreisen mehr Geltung zu verschaffen. Die konservative britische Regierung unter John Major wusste die Auswirkungen von Dianas öffentlichen Auftritten zu schätzen, doch ihr enorm angestiegenes Ansehen bei der britischen Bevölkerung beunruhigte ihren Ehemann und ihre Schwiegereltern erneut zutiefst. Jene hatten erwartet, dass Diana sich nach der Trennung in die schüchterne, unsichere Person zurückverwandeln würde, die sie einst gewesen war.
Nach den Demütigungen, die er durch Mortons Buch erlitten hatte, war in Charles der Wunsch erwacht, seine Ehre wiederherzustellen. Er willigte in ein Interview mit Jonathan Dimbleby von der BBC ein. Charles’ Gespräche mit Dimbleby begannen im Sommer 1992 kurz nach der Veröffentlichung von Mortons Buch. Der Kronprinz gewann Vertrauen zu Dimbleby und gewährte ihm einen Einblick in seine Tagebücher. Am 29. Juni 1994 wurde das Interview mit Dimbleby ausgestrahlt, und an einer Stelle stellte der Journalist die Frage, ob Charles seiner Frau seit der Eheschließung stets treu gewesen sei. Charles erwiderte: „Ja, natürlich. Bis unsere Ehe trotz unserer beiderseitigen Bemühungen unheilbar zerrüttet war.“ Damit wurden Charles’ Untreue und sein Verhältnis zu Camilla Parker Bowles öffentlich bekannt gegeben; 14 Millionen Zuschauer hatten das Interview verfolgt. Die große Mehrheit der britischen Öffentlichkeit störte sich weniger an seiner Untreue als an der Tatsache, dass er seine Affäre zugegeben hatte.

### Letzte Lebensjahre (1995–1997)

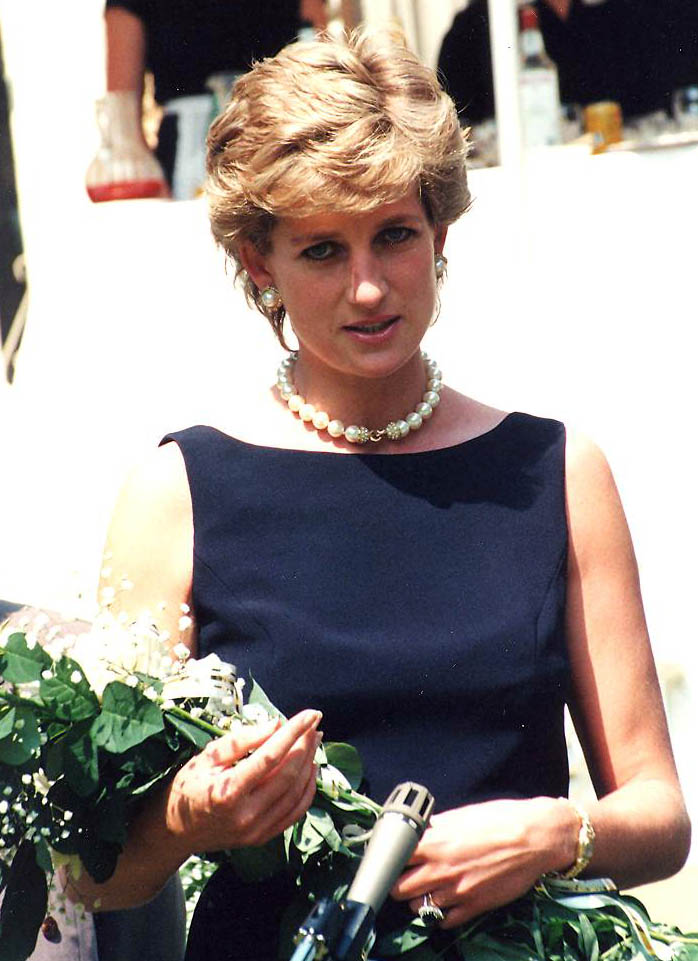
Diana (1995)

Im Herbst 1995 hatte Diana sich in den pakistanischen Herzchirurgen Hasnat Khan verliebt. Sie reiste so oft wie möglich nach Pakistan, um sich mit Khans kulturellem Hintergrund vertraut zu machen. Schließlich bat Diana ihren Butler Paul Burrell, einen Priester zu fragen, ob eine geheime Trauung mit Khan möglich sei. Als Khan von Dianas Vorhaben erfuhr, zeigte er sich jedoch entsetzt.
Die Enthüllungen über ihre Telefonate bei Oliver Hoare, Hewitts Buch und ihre Affäre mit Will Carling hatten das Bild der Frau, der der Hof Unrecht zugefügt hatte, getrübt. Diana wusste, dass ein neues außereheliches Verhältnis für sie zu riskant gewesen wäre. Am 5. November 1995 gab Diana in ihrem Wohnzimmer im Kensington Palace dem Journalisten Martin Bashir von der BBC ein Interview (siehe An Interview with H.R.H. the Princess of Wales). Sie wollte damit das Bild, das die Öffentlichkeit von ihr gewonnen hatte, wieder zu ihren Gunsten verändern und erreichen, dass das Publikum in ihr eine geplagte Frau sah, die trotz vieler Anfeindungen stets Haltung bewahrt und nie eine Scheidung gewollt hatte. Am Abend der Ausstrahlung des „Panorama“-Interviews waren die Londoner Straßen leer, denn 23 Millionen Briten saßen vor den Bildschirmen und erwarteten die Sendung, die Diana für den 14. November 1995, den 47. Geburtstag ihres Ehemannes, angekündigt hatte. Tatsächlich wurde die Sendung am 20. November 1995 gesendet. Diana selbst sah sie nicht an, sondern verbrachte den Abend der Ausstrahlung auf einer Benefizgala für Krebspatienten. Sie sagte im TV-Interview folgende Dinge:

“I understand that change is frightening for people, especially if there’s nothing to go to. It’s best to stay where you are. I understand that. But I do think that there are a few things that could change, that would alleviate this doubt, and sometimes complicated relationship between monarchy and public. I think they could walk hand in hand, as opposed to be so distant.”

„Ich verstehe, dass Veränderungen bei den Menschen Angst auslösen, besonders wenn man nicht weiß, wohin das führt. Es erscheint dann am besten, man lässt die Dinge wie sie sind. Ich verstehe das. Aber ich glaube ganz sicher, dass es ein paar Dinge gibt, die sich ändern könnten, die den Zweifel verringern und die manchmal komplizierte Beziehung zwischen Monarchie und Öffentlichkeit entkrampfen könnten. Ich glaube, beide Seiten könnten Hand in Hand marschieren, statt sich distanziert gegenüber zu stehen.“

“I’d like to be a queen of people’s hearts, in people’s hearts, but I don’t see myself being Queen of this country.”

„Ich wäre gerne die Königin der Herzen, eine Königin in den Herzen der Menschen, allerdings sehe ich mich nicht als Königin dieses Landes.“

“Well, there were three of us in this marriage, so it was a bit crowded.”

„In dieser Ehe waren wir zu dritt, also war es ein wenig überfüllt.“

Auf Bashirs Frage, ob sie ihrem Mann untreu gewesen sei, antwortete Diana in Bezug auf James Hewitt:

“Yes, I adored him. Yes, I was in love with him. But I was very let down.”

„Ja, ich habe ihn vergöttert. Ja, ich war verliebt in ihn. Aber ich bin schrecklich enttäuscht worden.“

In Bezug auf eine Eignung ihres Ehemanns als König sagte sie:

“And being Prince of Wales produces more freedom now, and being King would be a little bit more suffocating. And because I know the character I would think that the top job, as I call it, would bring enormous limitations to him, and I don’t know whether he could adapt to that.”

„Fürst von Wales zu sein bietet jetzt noch mehr Freiheit, und König zu sein wäre etwas einengender. Und da ich seinen Charakter kenne, glaube ich, dass der Top-Job, wie ich es nenne, ihn sehr in die Schranken weisen würde, und ich bezweifle, ob er sich daran gewöhnen könnte.“

Diana wusste im Voraus, welche Themen im Interview angesprochen werden sollten und hatte ihre Antworten wochenlang geübt. Sie kümmerte sich selbst um ihre Maske, umrandete ihre Augen mit einem dunklen Eyeliner, was nicht ihren Gewohnheiten entsprach, und schminkte sich einen blassen Teint. Es gelang Diana, bei der Bevölkerung viel Mitgefühl zu erwecken, und weltweit verfolgten das Interview über 200 Mio. Fernsehzuschauer. Am Mittwoch nach der Ausstrahlung des Interviews zeigte eine Umfrage des Daily Mirror eine Zustimmung von 92 % zu ihrem Auftritt. Das britische Königshaus hingegen war von der Sendung schockiert.
Obwohl die Scheidung des Kronprinzenpaares mittlerweile nur noch eine Frage der Zeit war, war es nicht das „Panorama“-Interview, das Königin Elisabeth II. endgültig dazu veranlasste, Charles und Diana zur Scheidung aufzufordern. Anlässlich der alljährlichen Weihnachtsfeier für die Angestellten des St. James’s-Palasts wurde Alexandra Legge-Bourke, eine persönliche Assistentin von Charles, von Diana öffentlich beleidigt. Diana verdächtigte Legge-Bourke, mit Charles eine Affäre gehabt zu haben, für die es keine Belege gibt. Nachdem Diana Legge-Bourke am 14. Dezember 1995 öffentlich unterstellt hatte, ein Kind abgetrieben zu haben, dessen Vater Prinz Charles gewesen wäre, fasste Elisabeth II. den Entschluss, die Ehe ihres Sohnes beenden zu lassen. Diese Entscheidung wurde von der Regierung einstimmig akzeptiert. Für alle Minister im Kabinett der Torys war die Vorstellung, Diana könne noch Königin werden, grotesk. Am 20. Dezember 1995 erhielt Diana einen handgeschriebenen Brief von ihrer Schwiegermutter, in dem stand, dass letztere die Angelegenheit mit dem Erzbischof von Canterbury und dem Premierminister besprochen habe. Beide seien zu dem Schluss gekommen, dass eine Scheidung die beste Lösung sei. Diana war nahe einem Zusammenbruch. Ihr Anwalt Anthony Julius riet ihr, nicht sofort in eine Scheidung einzuwilligen und genügend Zeit verstreichen zu lassen. Julius und Diana errechneten eine Summe von 17 Millionen Pfund Sterling, die notwendig seien, um Dianas Status und ihre Sicherheit aufrechtzuerhalten. Am 15. Februar 1996 entschied Elisabeth II., dass Diana sich weiterhin im selben Umfang wie zuvor um ihre Söhne kümmern, ihr Büro im St. James’s-Palast behalten und im Kensington Palace wohnen durfte. Obwohl Diana weiterhin den Titel „Fürstin von Wales“ führen konnte, wurde ihr das Prädikat Her Royal Highness („Ihre königliche Hoheit“) aberkannt. Jedoch gab der Palast bekannt, dass es von nun an korrekt sei, die Fürstin mit Highness anzureden und Diana als Mutter eines künftigen Königs zu gegebener Zeit einen eigenen Titel erhalten sollte. Denn im Falle einer erneuten Heirat hätte sie den Anspruch auf den Titel „Fürstin von Wales“ dauerhaft verloren. Zudem gab das Königshaus bekannt, dass Diana trotz Scheidung ein Mitglied der Königsfamilie blieb und sie auch weiterhin den Status einer britischen Princess (Fürstin) innehatte. Mit der Scheidung wurde verhindert, dass Diana jemals Königin (Queen Consort) werden könnte.
Der Verlust dieses Prädikats war für Diana insofern problematisch, als sich ihre Möglichkeiten mit der Rücknahme der königlichen Initialen verringern würden. Bei einem gemeinsamen Treffen mit Prinz Charles willigte sie in die Scheidung unter der Bedingung ein, dass die Forderungen ihrer Rechtsanwälte erfüllt würden. Am 13. Juli 1996 wurde die ausgehandelte Scheidungsvereinbarung unterschrieben, mit der sie zwar ihren Titel verlor, aber finanzielle Unabhängigkeit gewann. Neben der Summe, die sie und ihr Anwalt errechnet hatten, sollte sie von nun an alljährlich 400.000 Pfund für ihr Büro erhalten. Am 28. August 1996 wurde die Ehe des Prince und der Princess of Wales geschieden.
Am 7. April 1996 enthüllte die Mail on Sunday, dass der BBC-Journalist Bashir sich mit Hilfe von gefälschten Dokumenten Zugang zu Prinzessin Diana verschafft hatte, um sie zu dem „Panorama“-Interview vom 20. November 1995 zu überreden. 2020 sagte Dianas Bruder Charles Spencer, Bashir habe sich das Interview mit u. a. gefälschten Kontoauszügen verschafft. Diese sollten den Eindruck erwecken, Personen seien dafür bezahlt worden, Informationen über die britische Kronprinzessin preiszugeben. Die BBC beauftragte einen Untersuchungsbericht beim ehemaligen ranghohen Richter Lord Dyson. Dieser erschien im 20. Mai 2021 und bestätigte, dass Bashir Charles Spencer und Diana getäuscht hatte.
Bashir verließ die BBC daraufhin „aus gesundheitlichen Gründen“.

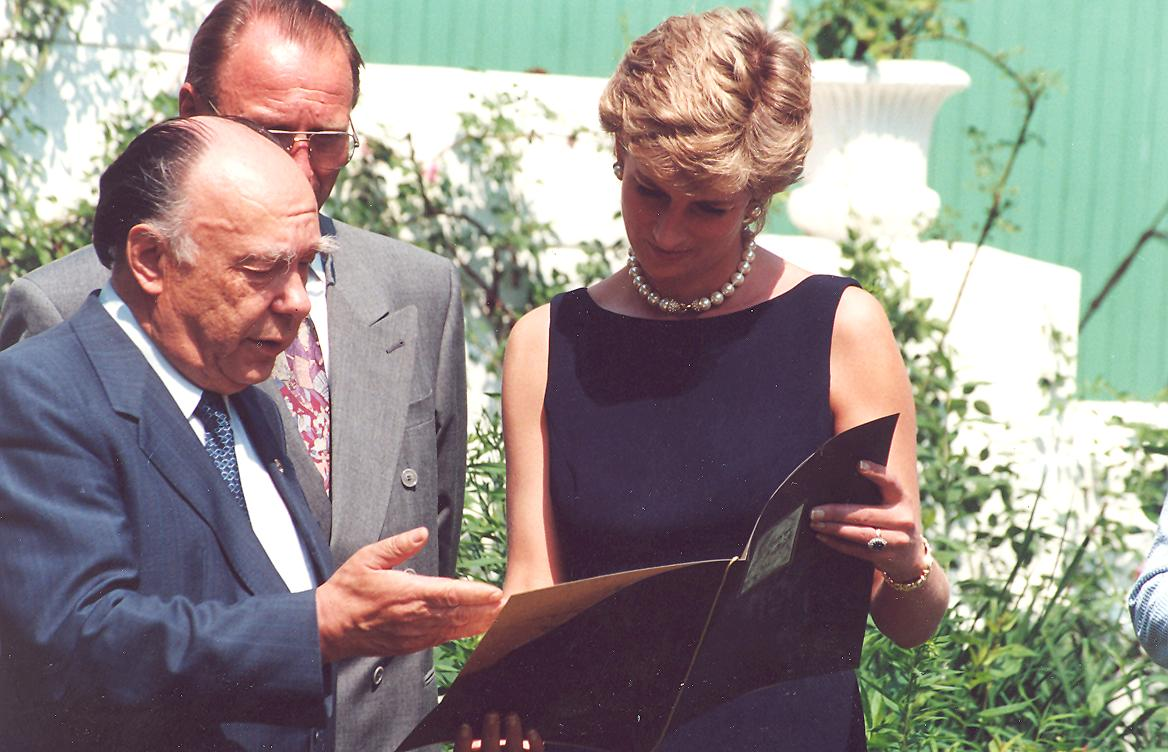
Prinzessin Diana beim Empfang des International Leonardo Prize (1995)

Nach der Scheidung reduzierte Diana ihr Personal im Kensington Palace und Paul Burrell nahm eine wichtigere Rolle in ihrem Privatleben ein. Außerdem verringerte sie ihr Engagement im Wohltätigkeitsbereich. Von den ursprünglichen etwa hundert Organisationen, für die sie sich einsetzte, blieben nunmehr sechs übrig, darunter das Royal Marsden Hospital, die Lepramission und die Nationale Aidsstiftung. Dafür bekam sie 1995 den russischen International Leonardo Prize. Diana brach mit Sarah Ferguson, als diese ihre Memoiren veröffentlichte und sich an einer Stelle negativ über ihre frühere Schwägerin äußerte. Ferguson bat sie um Verzeihung; Diana weigerte sich, sich mit ihr zu versöhnen. Dafür wurde ihre Stiefmutter Raine Spencer, mit der sie sich 1993 versöhnt hatte, zu einer neuen Verbündeten. Die Jahre der Trennung von Charles ließen Raine Spencer in einem neuen Licht erscheinen. Im ersten Jahr nach der Scheidung normalisierte sich Dianas Beziehung zu Charles. Außerdem stabilisierte sich Dianas Privatleben.
Diana widmete sich wieder verstärkt karitativen Zwecken. Mike Whitlam war damals Generaldirektor beim Britischen Roten Kreuz, das der International Campaign to Ban Landmines, einem weltweiten Netzwerk von Organisationen, angehörte, die sich für ein Verbot des Einsatzes von Landminen und für deren Opfer engagierten. Er weckte Dianas Interesse für die Auswirkungen von Landminen, und am 14. Januar 1997 kam Diana in der angolanischen Hauptstadt Luanda an. In der verwüsteten und stark verminten Provinz Huambo besuchte sie Patienten in einem Krankenhaus, das weder elektrischen Strom noch ausreichend Betten hatte, und betrat vor Medienvertretern am 15. Januar in Schutzkleidung ein teilweise geräumtes Minenfeld. Während Dianas Besuch ihr in der Presse viel Anerkennung einbrachte, zeigte sich die britische Tory-Regierung verärgert. Dianas Engagement verstieß gegen die Linie der Torys, die gegen eine Ächtung von Landminen waren. Dagegen erhielt Diana Unterstützung von Tony Blairs Labourpartei. Kurz nach Dianas Tod unterschrieben 122 Regierungen in Ottawa einen Vertrag, der den Einsatz von Landminen gegen Menschen verbietet. Das Norwegische Nobelkomitee ehrte diese Initiative mit einem Friedensnobelpreis. Außenminister Robin Cook zollte Diana 1998 posthum (anlässlich der zweiten Lesung des Gesetzes gegen die Landminen im britischen Unterhaus) seine Anerkennung „für ihren bedeutenden Beitrag zu diesem Thema“.
Dianas Sohn William hatte die Idee, seine Mutter könne ihre Ballkleider für einen guten Zweck in New York versteigern. Diana gefiel die Idee als eine symbolische Geste zu Beginn ihres neuen Lebensabschnittes. Sie war das erste Mitglied aus königlichen Kreisen, das ein solches Projekt in die Tat umsetzte. Diana verbrachte einen Monat damit, ihre alten Roben auszusortieren. Unter anderem wurde das dunkelblaue Kleid von Victor Edelstein, das sie während des Tanzes mit John Travolta getragen hatte, von einem anonymen Bieter für 222.500 US-Dollar ersteigert (siehe Travolta-Kleid).

### Unfalltod (1997)

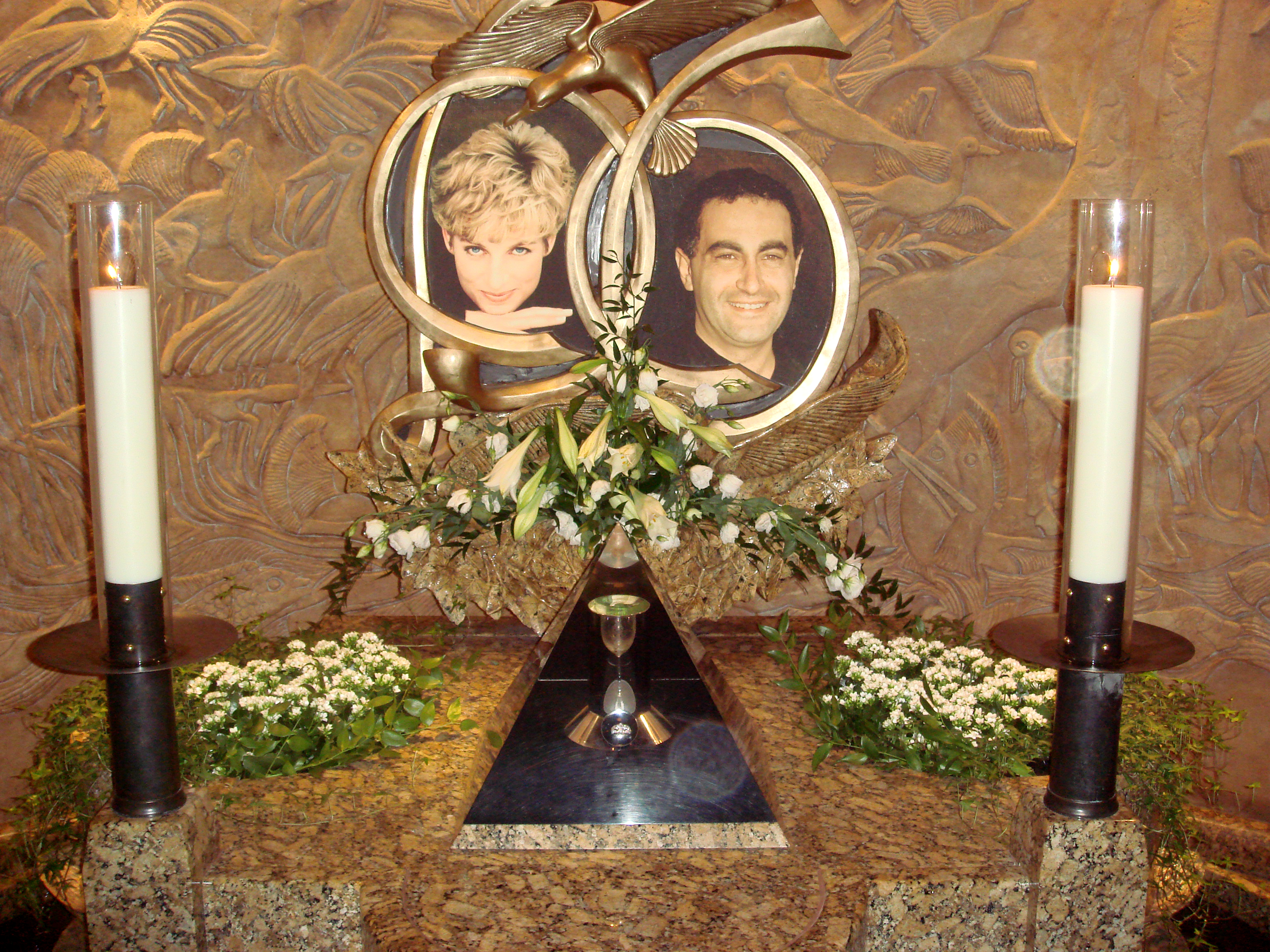
Prinzessin Diana mit ihrem letzten Partner Dodi Al-Fayed, Gedenkschrein im Londoner Harrods

Am Abend des 30. August 1997 brachen Diana und ihr neuer Freund Dodi Al-Fayed von seiner Pariser Wohnung in Richtung Chez Benoît auf, einem Restaurant in der Nähe des Centre Pompidou. Al-Fayed war von den anwesenden Paparazzi irritiert und befahl seinem Chauffeur nach zehn Minuten Fahrt, zum Pariser Hôtel Ritz zurückzufahren. Dort wollte er mit Diana zu Abend essen. François Tendil, der Sicherheitsbeauftragte in dieser Nacht, war wegen der Fotografen derart beunruhigt, dass er Henri Paul, den leitenden Sicherheitschef des Hotels, kontaktierte, obwohl dieser eigentlich dienstfrei hatte.
Während Al-Fayeds und Dianas Abendessen warteten zwei Leibwächter in der Bar des Hotels, wo sich der spätere Fahrer Henri Paul zu ihnen gesellte. Er trank zwei Gläser Ricard, die die Leibwächter nicht als Alkohol erkannten. Kurz nach Mitternacht verließen Diana und Al-Fayed die Präsidentensuite des Hotels und fuhren mit Paul und Al-Fayeds Leibwächter Trevor Rees-Jones in einem Mercedes-Benz S 280 ab. Paul sollte Diana und Al-Fayed zu dessen Wohnung in der Rue Arsène Houssaye fahren.
Um 00:25 Uhr prallte der Wagen in der Alma-Unterführung nahe der gleichnamigen Brücke mit hoher Geschwindigkeit gegen einen Tunnelpfeiler. Dianas Partner Dodi Al-Fayed und der Fahrer Henri Paul starben noch am Unfallort. Ein Foto, von dem eine Zeit lang behauptet wurde, dessen Blitzlicht habe den Fahrer geblendet und so den Unfall mit verursacht, war bereits bei der Abfahrt beim Hotel Ritz entstanden. Die dem Auto folgenden Paparazzi trafen erst nach dem Unfall im Tunnel ein. Keiner der Insassen war angeschnallt.
Al-Fayeds Leibwächter Trevor Rees-Jones überlebte den Unfall mit schweren Gesichtsverletzungen. Diana (die erst zwei Stunden nach dem Unfall operiert worden war) starb wenige Stunden nach dem Unfall an den Folgen schwerer innerer Verletzungen im Krankenhaus Pitié-Salpêtrière. Gegen 4 Uhr morgens wurde sie offiziell für tot erklärt.
In mehreren Gerichtsverfahren wurde der Vorfall als Unfall eingestuft. Es stellte sich heraus, dass der Fahrer Henri Paul vor der Fahrt einen Cocktail von fünf Medikamenten, darunter ein Beruhigungsmittel, das Antidepressivum Prozac und ein Mittel zur Behandlung von Alkoholismus (Tiapridal) zu sich genommen hatte und mit 1,8 Promille Alkohol mehr als das Dreifache des gesetzlich erlaubten Promillewerts aufwies.

### Trauerfeier

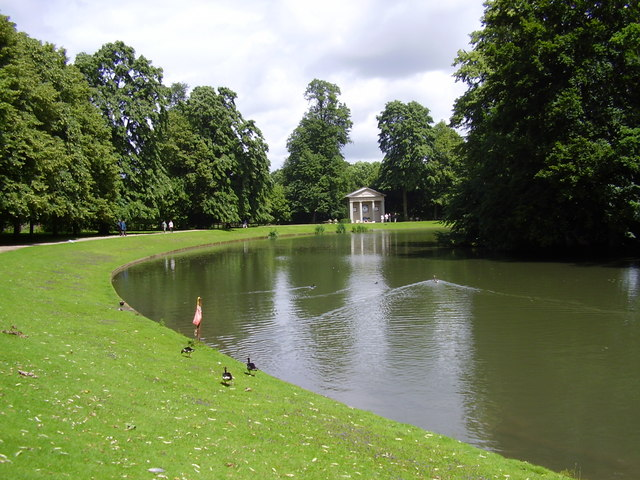
Auf der Insel (rechts) wurde Lady Diana begraben, im Hintergrund ist die Gedenkstätte zu sehen.

Die Trauerfeier in der Westminster Abbey fand am 6. September statt. Als enger Freund der Verstorbenen sang der britische Popmusiker Elton John bei der Feier Goodbye, England's Rose, eine mit neuem Text versehene Version der als Candle in the Wind bekannt gewordenen Komposition. Die britische Sopranistin Lynne Dawson sang das Libera me aus Giuseppe Verdis Requiem, Lady Sarah McCorquodale rezitierte das Gedicht Turn Again to Life von Mary Lee Hall. Dianas jüngerer Bruder Earl Spencer hielt eine Rede, in der er unter anderem die schicksalhafte Ironie anführte, dass Diana, benannt nach der Göttin der Jagd, selbst zu einer Gehetzten wurde, und Kritik an den Medien wie auch dem englischen Königshaus übte.
Als Königin Elisabeth II. den Buckingham Palace verließ, wurde die königliche Standarte durch den Union Jack ersetzt und auf halbmast gesetzt. Etwa drei Millionen Menschen sahen den Trauerzug durch London. Rund 2,5 Milliarden Menschen weltweit (ca. 43 % der damaligen Weltbevölkerung) sollen im Fernsehen die Trauerfeier verfolgt haben, die damit das meistgesehene Medienereignis gewesen sein soll. Dianas Leichnam wurde im engsten Familienkreis in Althorp auf dem Familiensitz der Spencers beigesetzt. In den Händen hielt sie ein Bild ihrer beiden Söhne und einen Rosenkranz, ein Geschenk von der einen Tag vor der Trauerfeier verstorbenen Mutter Teresa.

## Nachwirkungen

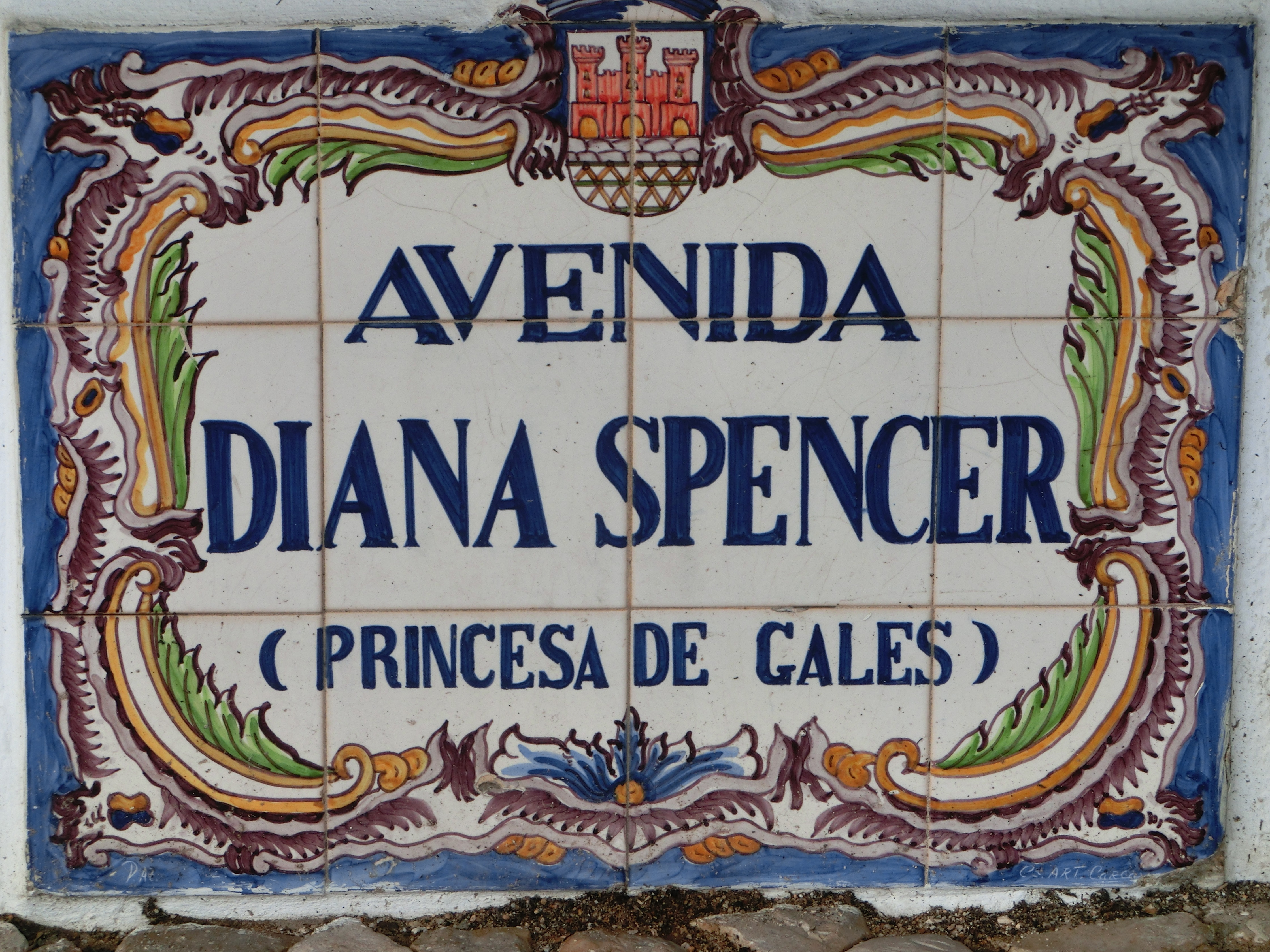
Azulejo-Straßenschild im portugiesischen Cascais

Die Ursachen des Unfalls sind, vor allem auch auf Grund ihrer Popularität, bis heute Gegenstand von Spekulationen und Verschwörungstheorien in der Boulevardpresse. Unter anderen steuerte das ZDF am 20. Februar 2007 seine Version der Geschehnisse bei. Eine bekannte Verschwörungstheorie ist die Aussage des ehemaligen MI6-Offiziers Richard Tomlinson, die er als Erklärung an Eides statt dem französischen Untersuchungsrichter Hervé Stephan am 30. August 1998 gegeben hatte. Demnach wurde der Fahrer Henri Paul von einer „Lichtkanone“ bzw. von einer Stroboskop-Lichtblitzkanone (strobe flash gun) geblendet. Bestätigt wurde der Lichtblitz von Augenzeugen in dem britischen ITV-Dokumentarfilm Diana: The Secrets Behind the Crash. Tomlinson wies dabei darauf hin, dass er denselben Attentatsplan, von MI6-Offizieren unterzeichnet, auf den damaligen jugoslawischen Präsidenten Slobodan Milošević gesehen habe, womit für ihn eine Täterschaft des MI6 erwiesen sei. Insbesondere der darin gemachte Vorschlag, den Anschlag in einem Tunnel auszuführen, weil dies die Lebensgefahr erhöhe, war für Tomlinson das entscheidende Indiz dafür, dass der MI6 der Urheber des Attentats gewesen sei.
Die Ermittlungen zum Tod von Diana wurden im Februar 2004 von den britischen Behörden erneut aufgenommen (siehe Operation Paget), nachdem Zweifel an den Ergebnissen der Untersuchungen der französischen Behörden aufgekommen und Gerüchte aufgetaucht waren, dass staatliche Stellen an einem Mordkomplott beteiligt gewesen seien. Ein französischer Journalist berichtete von Einschüchterungsversuchen seitens der Polizei, falls er weiterhin ermitteln sollte. Eine vollständige Rekonstruktion des Unfalls ist aber nicht mehr möglich, da nicht mehr alle Teile des Unfallwagens existieren. Zunächst musste das Wrack noch im Tunnel aufgeschnitten werden, um Diana und Trevor Rees-Jones zu bergen. Gemäß Aussage der französischen Behörden habe dann ein Feuer im Lager des Justizministeriums Teile des Wracks zerstört.
Drei Monate nach Dianas Tod veröffentlichten Andrew Morton und Michael O’Mara ein Buch mit dem Titel Diana – Ihre wahre Geschichte in ihren eigenen Worten. Es enthielt die vollständige Abschrift der Tonbandinterviews, die Colthurst zwischen 1991 und 1992 mit Diana geführt hatte. Basierend auf den Tonbandinterviews stellte 2002 der deutsche Produzent Christian Seidel seinen Kinofilm The Biographer in London vor (deutsche Version: Diana – Meine Geschichte und Wie die Wahrheit ans Licht kam). Für den Film führte Philip Saville Regie. In den Hauptrollen spielen Paul McGann, Brian Cox, Hugh Bonneville und Faye Dunaway. Seidel weigerte sich, die Rolle der Diana mit einer Schauspielerin zu besetzen, weil – wie er sagte – es „billig und beleidigend gegenüber dem Leben der Prinzessin wäre, die Rolle der berühmtesten und beliebtesten Frau der Welt von jemandem spielen zu lassen, der anders aussieht und anders ist“. Der Produzent kaufte daher auf der ganzen Welt dokumentarisches Filmmaterial über die Prinzessin auf und erwarb für den Film die Rechte an den originalen Audiokassetten, über die die Prinzessin mit ihrem Biographen Andrew Morton für die Zusammenarbeit 1992 ihrer Skandalbiographie Diana Her True Story kollaborierte. Der Kino-Vertriebsvertrag des Filmes platzte im Krisenstrudel des New-Economy-Crashs. Dennoch wurde der gesellschaftskritische Streifen im Fernsehen in zahlreichen Ländern der Welt gezeigt, außer in England.

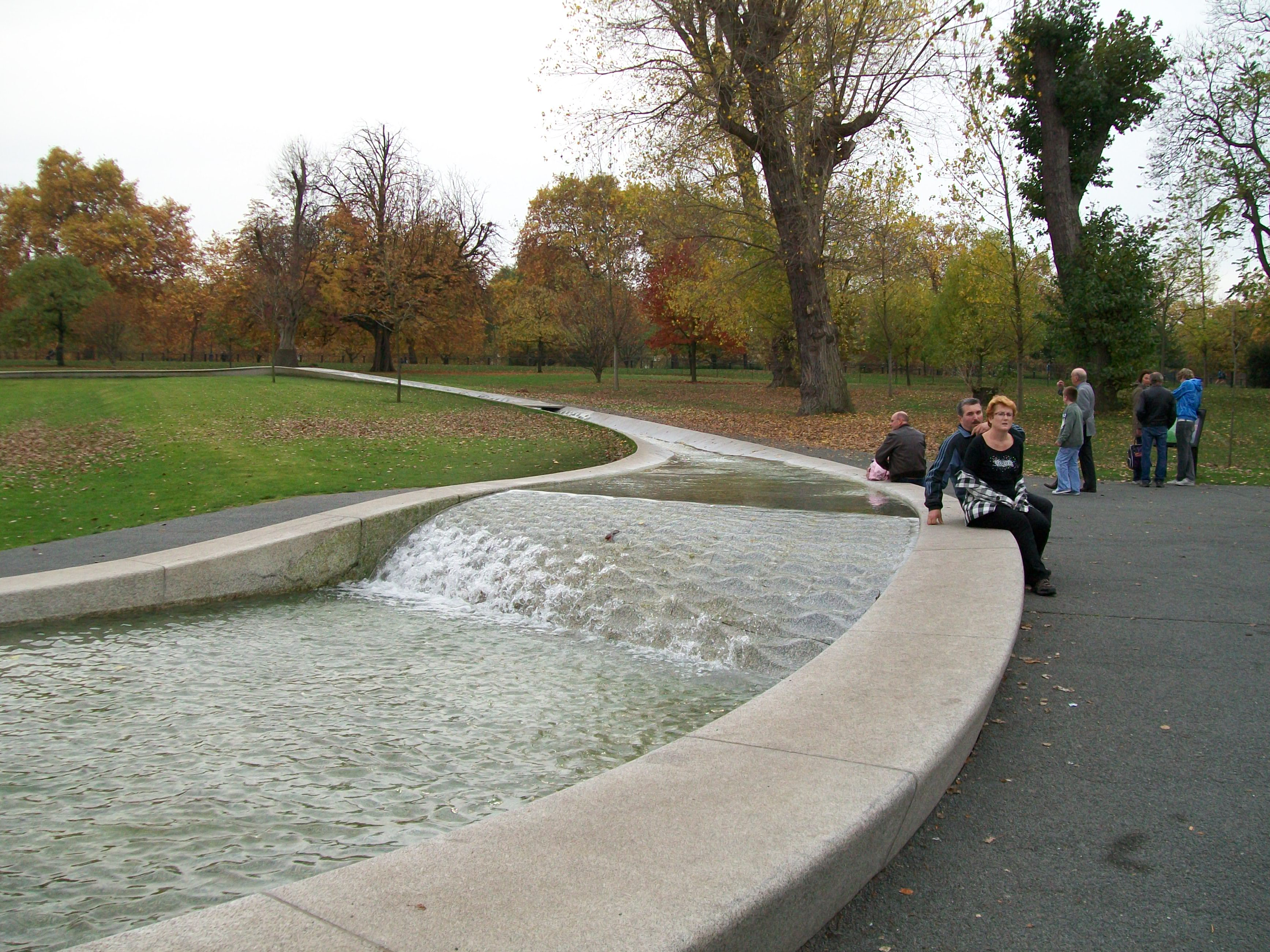
Prinzessin-Diana-Gedenkbrunnen im Londoner Hyde Park

Am 21. April 2004 strahlte der US-Sender CBS zensierte Bilder der sterbenden Diana aus und brach damit ein Tabu. 2006 druckte die italienische Zeitschrift Chi erstmals ein unzensiertes, allerdings grobkörniges Foto der sterbenden Diana. Es ist schwarz-weiß und zeigt Diana im Profil, wie sie vom behandelnden Notarzt mit Sauerstoff versorgt wird. 2011 wurden diese Bilder in Unlawful Killing unzensiert und in möglichst hoher Auflösung gezeigt. Im Vereinigten Königreich lösten sowohl die Sendung als auch der Film eine Welle der Empörung aus.
Am 6. Juli 2004 weihte Königin Elisabeth II. im Londoner Hyde Park zu Dianas Ehren einen Gedächtnisbrunnen ein. Entworfen wurde der Brunnen von der US-Landschaftsarchitektin Kathryn Gustafson. Der ovale Steinring aus Granit, in dem das Wasser in zwei Richtungen mit unterschiedlicher Geschwindigkeit fließt, ist als Sinnbild für das turbulente Leben Dianas gedacht.
Am 1. Juli 2007 veranstalteten Dianas Söhne mit rund 60.000 Besuchern ein Gedenkkonzert für Diana im Londoner Wembley-Stadion. An diesem Tag hätte Diana ihren 46. Geburtstag gefeiert. Unter anderem traten Elton John, Duran Duran, Take That, Natasha Bedingfield und Nelly Furtado auf. Das Konzert wurde in 140 Ländern live übertragen. Am zehnten Todestag fand ein Gedenkgottesdienst in London statt, der ebenfalls von ihren Söhnen William und Harry organisiert wurde.

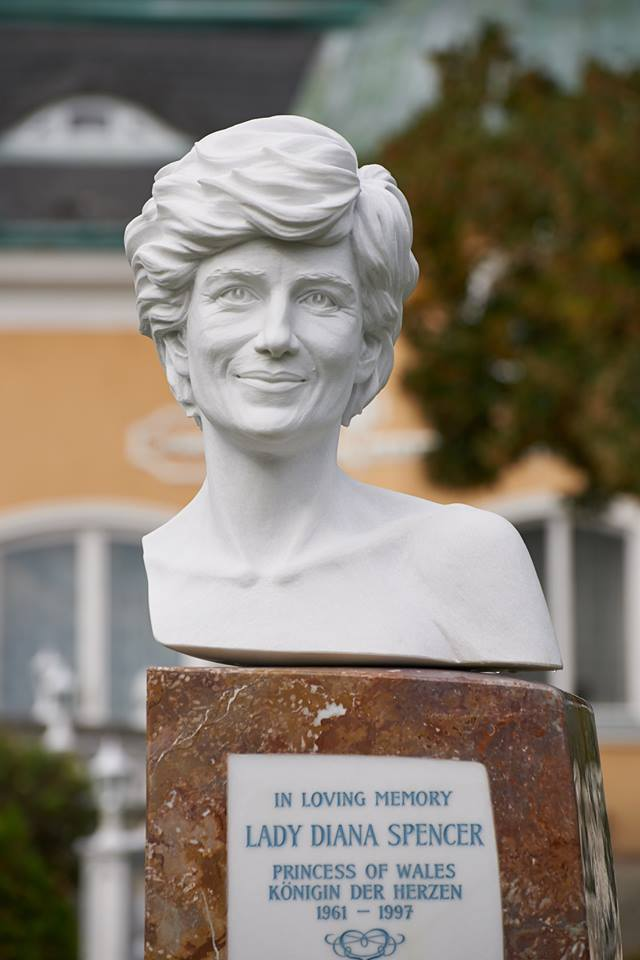
Prinzessin-Diana-Denkmal in Wien

2008 urteilte eine Untersuchungskommission, dass Diana und Dodi Al-Fayed „ungesetzlich getötet“ (englisch unlawfully killed) wurden. Es wurde ebenso eine grobe Pflichtverletzung durch Henri Paul festgestellt. Eine Strafverfolgung der beteiligten Paparazzi wurde im Anschluss an dieses Urteil ausgeschlossen, da es nicht möglich ist, Ausländer für eine im Ausland begangene Straftat vor ein britisches Gericht zu stellen. Dianas Söhne nahmen den Urteilsspruch vorbehaltlos an und bedankten sich bei dem beteiligten Richter und der Jury für ihre Arbeit. Mohammed Al-Fayed hingegen sprach unmittelbar nach dem Urteil weiterhin von einem Mord und behielt sich weitere rechtliche Schritte vor. Seine Rechtsberater erklärten allerdings schriftlich nach dem Urteil, dass sie die Ergebnisse anerkennen würden. Außerdem wurde anerkannt, dass es keine Bestrebungen gegeben hätte, eine Schwangerschaft zu verdecken, da diese nicht durch Untersuchungen nachzuweisen sei, und dass die französischen Notfalldienste nicht Teil einer Verschwörung waren, die Diana schaden wollte. Die von Mohammed Al-Fayed immer wieder vorgetragene Verschwörungstheorie erwies sich damit als unhaltbar.
2013 ließ der österreichische Journalist Ewald Wurzinger eine Gedenkstätte für Diana in Wien errichten. Es ist das erste Diana-Denkmal im deutschsprachigen Raum.
Wurzinger wurde zum Paten für das letzte Taufkind der Prinzessin ernannt. In einem Interview bezeichnete er die übernommene Patenschaft als das schönste Erbe Dianas.
2019 gab die Stadt Paris dem öffentlichen Platz oberhalb des Unfalltunnels an der Almabrücke offiziell den Namen „Place Diana“.
Am 1. Juli 2021 enthüllten ihre Söhne die vier Jahre zuvor in Auftrag gegebene Prinzessin-Diana-Statue zu Ehren ihrer verstorbenen Mutter im „Sunken Garden“ des Kensington Palace.
Am 14. September 2023 versteigerte Sotheby’s in New York online den roten Pullover mit dem schwarzen Schaf (unter 100+ weißen) von Warm and Wonderful, den Prinzessin Diana 1981 trug, für 1,1 Mio. Dollar – Rekordpreis für einen Pullover und ein Kleidungsstück von Diana.

## Titel und Wappen
- The Honourable Diana Spencer (1. Juli 1961 – 9. Juni 1975)
- The Lady Diana Spencer (9. Juni 1975 – 29. Juli 1981)
- Her Royal Highness The Princess of Wales (29. Juli 1981 – 28. August 1996)
- Diana, Princess of Wales (28. August 1996 – 31. August 1997)

Während ihrer Ehe mit Prinz Charles lautete Dianas vollständiger Titel Her Royal Highness The Princess Charles Philip Arthur George, Princess of Wales and Countess of Chester, Duchess of Cornwall, Duchess of Rothesay, Countess of Carrick, Baroness of Renfrew, Lady of the Isles, Princess of Scotland.
Obwohl Diana nach ihrer Scheidung keinen offiziellen Titel erhielt und ihr der Namenszusatz HRH aberkannt wurde, ließ der Hof verlauten, dass es korrekt sei, Diana von nun an mit „Hoheit“ anzureden. Die im deutschen Sprachraum verbreitete Titulierung als „Prinzessin“ war zu keinem Zeitpunkt korrekt.

Wappen der Lady Diana Spencer vor der Hochzeit
Wappen der Princess of Wales
Dianas Wappen nach der Scheidung

## Vorfahren
| Ahnentafel Diana, Fürstin von Wales  | Ahnentafel Diana, Fürstin von Wales                                                            | Ahnentafel Diana, Fürstin von Wales                                                            | Ahnentafel Diana, Fürstin von Wales                                                       | Ahnentafel Diana, Fürstin von Wales                                                         | Ahnentafel Diana, Fürstin von Wales                                                       | Ahnentafel Diana, Fürstin von Wales                                                       | Ahnentafel Diana, Fürstin von Wales                                                       | Ahnentafel Diana, Fürstin von Wales                                                       |
| ------------------------------------ | ---------------------------------------------------------------------------------------------- | ---------------------------------------------------------------------------------------------- | ----------------------------------------------------------------------------------------- | ------------------------------------------------------------------------------------------- | ----------------------------------------------------------------------------------------- | ----------------------------------------------------------------------------------------- | ----------------------------------------------------------------------------------------- | ----------------------------------------------------------------------------------------- |
| Ururgroßeltern                       | Frederick Spencer, 4. Earl Spencer (1798–1857) ⚭ 1854 Adelaide Seymour (1825–1877)             | Edward Baring, 1. Baron Revelstoke (1828–1897) ⚭ 1861 Louisa Bulteel (1839–1892)               | James Hamilton, 2. Duke of Abercorn (1838–1913) ⚭ 1869 Lady Maria Curzon-Howe (1848–1929) | Charles Bingham, 4. Earl of Lucan (1830–1914) ⚭ 1859 Lady Cecilia Gordon-Lennox (1835–1910) | Edmond Roche, 1. Baron Fermoy (1815–1874) ⚭ 1848 Elizabeth Boothby (1821–1897)            | Franklin H. Work (1819–1911) ⚭ 1857 Ellen Wood (1831–1877)                                | Alexander Ogston Gill (1833–1908) ⚭ 1862 Barbara Smith Marr (1843–1898)                   | David Littlejohn (1841–1924) ⚭ 1872 Jane Crombie (1843–1917)                              |
| Urgroßeltern                         | Charles Spencer, 6. Earl Spencer (1857–1922) ⚭ 1887 The Honourable Margaret Baring (1868–1906) | Charles Spencer, 6. Earl Spencer (1857–1922) ⚭ 1887 The Honourable Margaret Baring (1868–1906) | James Hamilton, 3. Duke of Abercorn (1869–1953) ⚭ 1894 Lady Rosalind Bingham (1869–1958)  | James Hamilton, 3. Duke of Abercorn (1869–1953) ⚭ 1894 Lady Rosalind Bingham (1869–1958)    | James Roche, 3. Baron Fermoy (1852–1920) ⚭ 1880 Frances Work (1857–1947)                  | James Roche, 3. Baron Fermoy (1852–1920) ⚭ 1880 Frances Work (1857–1947)                  | William Smith Gill (1865–1957) ⚭ 1898 Ruth Littlejohn (1879–1964)                         | William Smith Gill (1865–1957) ⚭ 1898 Ruth Littlejohn (1879–1964)                         |
| Großeltern                           | Albert Spencer, 7. Earl Spencer (1892–1975) ⚭ 1919 Lady Cynthia Hamilton (1897–1972)           | Albert Spencer, 7. Earl Spencer (1892–1975) ⚭ 1919 Lady Cynthia Hamilton (1897–1972)           | Albert Spencer, 7. Earl Spencer (1892–1975) ⚭ 1919 Lady Cynthia Hamilton (1897–1972)      | Albert Spencer, 7. Earl Spencer (1892–1975) ⚭ 1919 Lady Cynthia Hamilton (1897–1972)        | Maurice Roche, 4. Baron Fermoy (1885–1955) ⚭ 1931 Ruth Gill (1908–1993)                   | Maurice Roche, 4. Baron Fermoy (1885–1955) ⚭ 1931 Ruth Gill (1908–1993)                   | Maurice Roche, 4. Baron Fermoy (1885–1955) ⚭ 1931 Ruth Gill (1908–1993)                   | Maurice Roche, 4. Baron Fermoy (1885–1955) ⚭ 1931 Ruth Gill (1908–1993)                   |
| Eltern                               | John Spencer, 8. Earl Spencer (1924–1992) ⚭ 1954 The Honourable Frances Roche (1936–2004)      | John Spencer, 8. Earl Spencer (1924–1992) ⚭ 1954 The Honourable Frances Roche (1936–2004)      | John Spencer, 8. Earl Spencer (1924–1992) ⚭ 1954 The Honourable Frances Roche (1936–2004) | John Spencer, 8. Earl Spencer (1924–1992) ⚭ 1954 The Honourable Frances Roche (1936–2004)   | John Spencer, 8. Earl Spencer (1924–1992) ⚭ 1954 The Honourable Frances Roche (1936–2004) | John Spencer, 8. Earl Spencer (1924–1992) ⚭ 1954 The Honourable Frances Roche (1936–2004) | John Spencer, 8. Earl Spencer (1924–1992) ⚭ 1954 The Honourable Frances Roche (1936–2004) | John Spencer, 8. Earl Spencer (1924–1992) ⚭ 1954 The Honourable Frances Roche (1936–2004) |
| Diana, Fürstin von Wales (1961–1997) |                                                                                                |                                                                                                |                                                                                           |                                                                                             |                                                                                           |                                                                                           |                                                                                           |                                                                                           |

## Verfilmungen

### Biografische Verfilmungen
- 1982: Charles & Diana: A Royal Love Story, Regie: James Goldstone, mit Caroline Bliss als Diana
- 1982: Die Romanze von Charles und Diana, Regie: Peter Levin, mit Catherine Oxenberg als Diana
- 1992: Zwischen Bett und Thron – Die Frauen von Windsor, Regie: Steven Hilliard Stern, mit Nicola Formby als Diana
- 1992: Charles and Diana: Unhappily Ever After, Regie: John Power, mit Catherine Oxenberg als Diana
- 1993: Diana – Die wahre Geschichte, Regie: Kevin Connor, mit Serena Scott Thomas als Diana
- 1996: Diana, Regie: David Greene, mit Julie Cox als Diana
- 1997/1998 Diana und die Monarchie (Diana et la Monarchie), ZDF und Arte, Buch und Regie: Christoph Wienert
- 1998: Diana – Königin der Herzen, Regie: Gabrielle Beaumont, mit Amy Seccombe als Diana
- 2002: Diana – Meine Geschichte und Wie die Wahrheit ans Licht kam, Film, von Christian Seidel
- 2005: Palais Royal !, Film, der auf das Leben Dianas anspielt
- 2005: Charles und Camilla – Liebe im Schatten der Krone, Regie: David Blair, mit Michelle Duncan als Diana
- 2007: Dianas Tod, Mythos und Wahrheit, eine Zusammenarbeit von ZDF und BBC
- 2007: Der Mord an Prinzessin Diana, (The Murder of Princess Diana)
- 2007: Diana – Die letzten 24 Stunden, mit Genevieve O’Reilly als Diana
- 2011: Unlawful Killing, umstrittener[107] Dokumentarfilm der bei den Internationalen Filmfestspielen von Cannes 2011 aufgeführt wurde[108]
- 2013: Diana von Oliver Hirschbiegel mit Naomi Watts als Diana
- 2017: Prinzessin Diana – Ikone, Mythos & Königin der Herzen, Film von Leontine von Schmettow, Fernseh-Premiere am 31. August 2017, NDR[109]
- 2021: Spencer von Pablo Larraín mit Kristen Stewart als Diana

### Verfilmungen, in denen auf Diana Bezug genommen wird
- 2001: Die fabelhafte Welt der Amélie (Le fabuleux destin d’Amélie Poulain, Regie: Jean-Pierre Jeunet)
- 2006: Die Queen (The Queen, Regie: Stephen Frears mit Laurence Burg als Diana)
- 2020–2023: The Crown (Fernsehserie, Staffel 4 bis 6, mit Emma Corrin und Elizabeth Debicki als Diana)

### Bücher über Diana (Auswahl)
- Noel Botham: Der Mord an Prinzessin Diana. Die wahren Hintergründe ihres Todes. Knaur, München 2005, ISBN 3-426-77852-1.
- Tina Brown: Diana. Die Biographie. Droemer, München 2007; Neuausgabe ebd. 2017, ISBN 978-3-426-30158-6.
- Paul Burrell: Die Zeit mit ihr. Erinnerungen an Diana. Knaur, München 2006, ISBN 3-426-66278-7.
- Rosalind Coward: Diana – Das Porträt. Knesebeck, München 2004, ISBN 3-89660-221-7.
- Renate Daimler: Diana & Sisi. Zwei Frauen – ein Schicksal. Deuticke, Wien 1998, ISBN 3-216-30380-2.
- Tom Levine: Gegenspieler: Lady Diana – Königin Elisabeth. Fischer, Frankfurt am Main 1999, ISBN 3-596-14494-9.
- Andrew Morton: Diana. Ihre wahre Geschichte in ihren eigenen Worten. Knaur, München 1997, ISBN 3-426-27079-X.
- Andrew Morton: Diana. Sie suchte die Liebe. Droemer Knaur, München 2004, ISBN 3-426-27350-0.
- James Whitaker: Charles gegen Diana. Szenen einer Ehe. Heyne, München 1993, ISBN 3-453-07528-5.

### Bücher mit Abschnitten über Diana (Auswahl)
- Kitty Kelly: Die Royals – Glanz und Elend einer englischen Familie. Schröder 1997, Lizenzausgabe Bertelsmann o. J., Buch-Nr. 039305
- Guido Knopp: Majestät! – Die letzten großen Monarchien. C. Bertelsmann Verlag, München 2006, ISBN 3-570-00836-3.
- Alice Schwarzer: Prinzessin Diana (1961–1997), Kindergärtnerin in: Alice Schwarzer porträtiert Vorbilder und Idole. Kiepenheuer & Witsch, Köln 2003, ISBN 978-3-462-03341-0, S. 132–139. (Erstveröffentlichung in Die Zeit, 5. September 1997)
- Eva Elisabeth, Robert Menasse: Die letzte Märchenprinzessin. Moderne Mythen, reale Märchen. Mit Illustrationen von Gerhard Haderer. Suhrkamp, Frankfurt am Main 1997, ISBN 3-518-40950-6.
- P. Rössler: Und Diana ging zum Regenbogen. Die Berichterstattung der deutschen Klatschpresse. In: Miriam Meckel 1999: Medien-Mythos? Die Inszenierung von Prominenz und Schicksal am Beispiel von Diana Spencer. Opladen: Westdeutscher Verlag 1999, ISBN 3-531-13291-1, Seiten 99–139.
- Ludwig Schubert, Rolf Seelmann-Eggebert: Europas Königskinder. vgs 1999.
- Judy Wade: Großbritannien – Die Geschichte der britischen Monarchie, in: Fürsten- und Königshäuser in Europa, Naumann & Göbel 1995, ISBN 3-625-10691-4.